# Expo 2012
Die Weltausstellung Expo 2012 fand vom 12. Mai bis 12. August 2012 in der Küstenstadt Yeosu (Südkorea) unter dem Motto „Lebendiger Ozean, lebendige Küste“ statt. Insgesamt nahmen 105 Nationen und 9 internationale Organisationen an der Veranstaltung teil.

## Zuschlag
Das Bureau International des Expositions (BIE) in Paris erteilte Yeosu am 26. November 2007 den Zuschlag für die Expo 2012. Yeosu setzte sich damit erfolgreich gegen die Mitbewerber Tanger und Breslau durch.

## Maskottchen und Logo
Yeony (여니) und Suny (수니) waren die offiziellen Maskottchen der Expo 2012. Die Namen leiten sich von Yeosu ab. 여 Yeo bedeutet schön und hübsch, 수 Su bedeutet Wasser.
Das gesamte Logo drückt die Harmonie zwischen Mutter Erde, den Menschen und dem Meer aus.: Yeony und Suny personifizieren einen Wassertropfen und Plankton, eine Hauptnahrungsquelle des Meeres und wichtiger Absorber von Kohlendioxid.
Das dunkle Blau Yeonys symbolisiert das Wasser des Ozeans während die helle, rote Farbe Sunys für die Lebewesen und für die Erde steht. Die Farbe Weiß steht für die Umwelt in der die Lebewesen leben.
Die Tentakeln sollen die Verbindung zu den Besuchern verdeutlichen. Das Logo soll vereinfacht Ökologie, Ozeane und die Umwelt repräsentieren.
Der Titelsong zur Expo 2012 hieß 바다가 기억하는 얘기 Bada-ga Gieokhaneun Yaegi (Geschichten, die das Meer erzählt) und wurde von der südkoreanischen Popsängerin und Schauspielerin IU 아이유 eingespielt.

## Pavillons
- Koreanischer Pavillon
- Schweizer Pavillon
- Internationaler Pavillon
- Themenpavillon
- Digitale Galerie
- Sky Tower
- Pavillon der Meeresbiologie
- Industrie-Pavillon
- Big-O

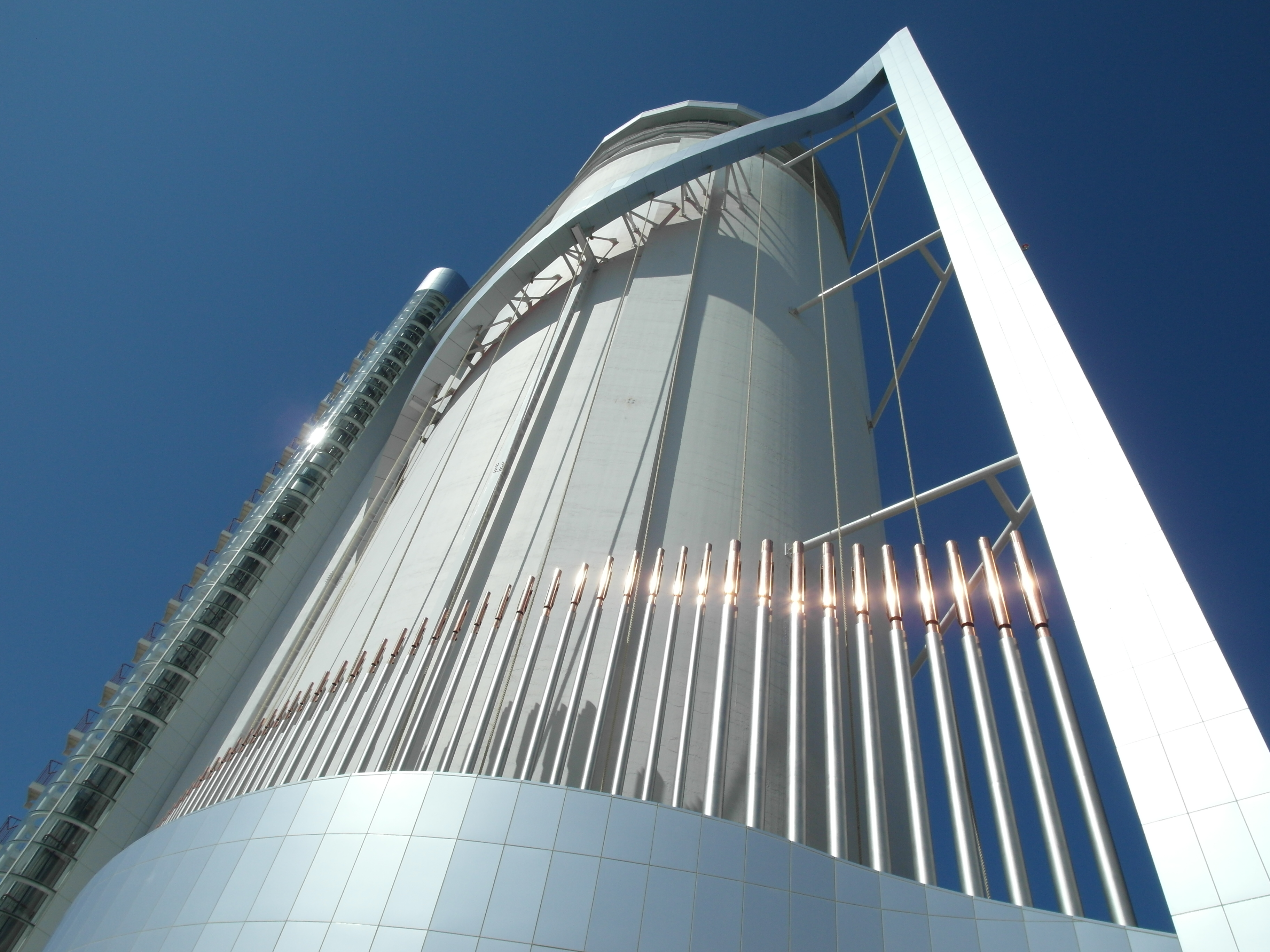
Sky Tower (mit Vox Maris)
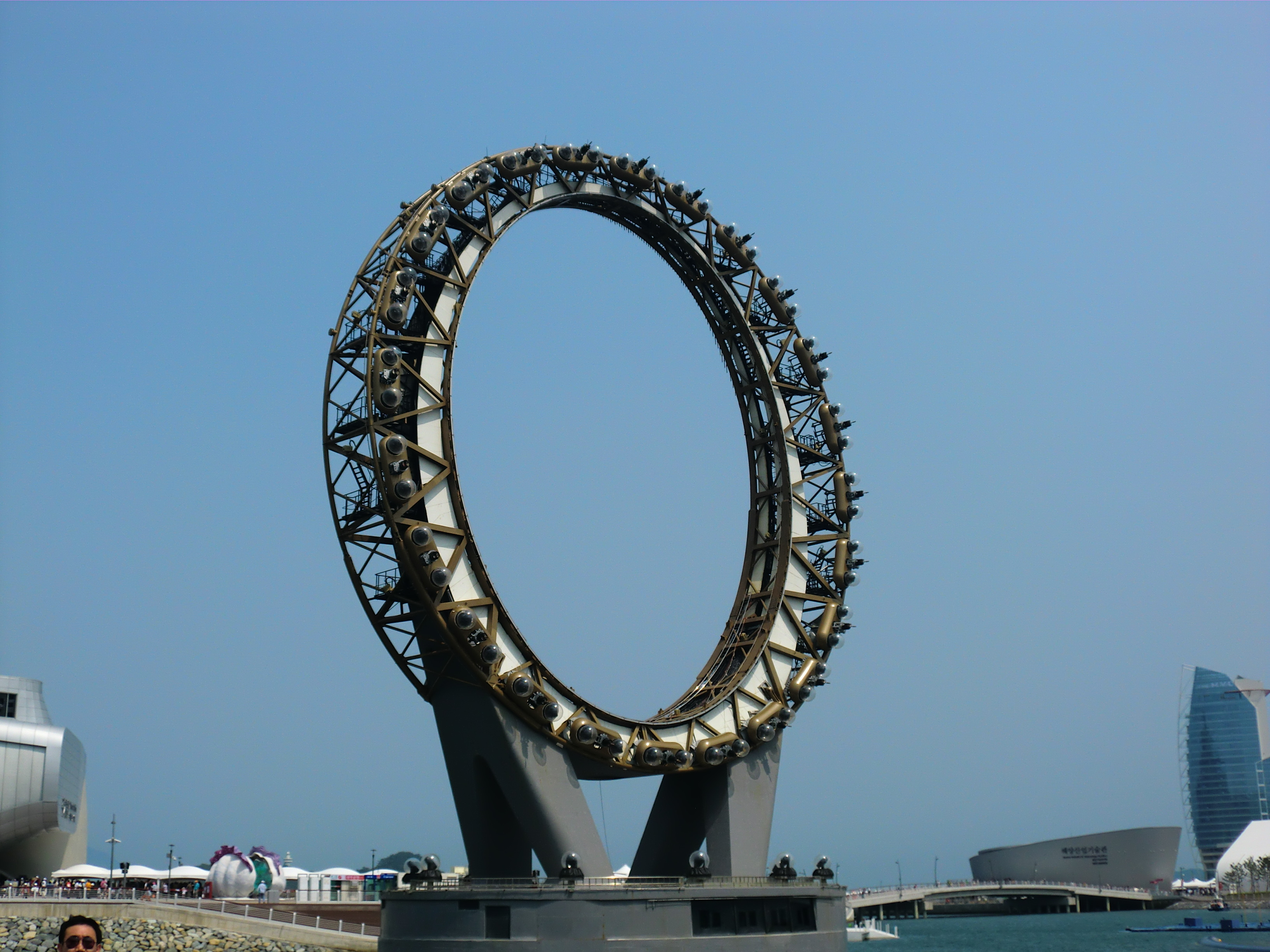
Big-O

## Teilnehmerstaaten und Organisationen
| Europa                        | 22                             | Ukraine, Türkei, Aserbaidschan, Schweiz, Deutschland, Spanien, Kasachstan, Usbekistan, Rumänien, Niederlande, Norwegen, Tadschikistan, Belgien, Italien, Dänemark, Frankreich, Russland, Litauen, Monaco, Kroatien, Armenien, Schweden, Turkmenistan |
| Nord- und Südamerika          | 20                             | Panama, Guyana, El Salvador, Guatemala, Domingo, Peru, Honduras, Paraguay, Nicaragua, Kolumbien, Ecuador, USA, Suriname, Argentinien, Uruguay, Antigua und Barbuda, Saint Kitts und Nevis, Grenada, Dominica, Mexiko |
| Asien & Ozeanien              | 31                             | Japan, Thailand, Kambodscha, Vanuatu, Vietnam, Nepal, China, Salomonen, Laos, Malediven, Mongolei, Pakistan, Marshallinseln, Indien, Fidschi, Brunei, Osttimor, Samoa, Papua-Neuguinea, Tuvalu, Sri Lanka, Singapur, Palau, Bangladesch, Indonesien, Nauru, Kiribati, Tonga, Malaysia, Australien, Philippinen |
| Afrika                        | 26                             | Libyen, Ägypten, Seychellen, Côte d’Ivoire, Algerien, Angola, Tunesien, Ghana, Nigeria, Mauretanien, Tansania, Mali, Senegal, Burkina Faso, Gabun, Kenia, Demokratische Republik Kongo, Sudan, Uganda, Zentralafrikanische Republik, Guinea, Eritrea, Ruanda, Komoren |
| Naher Osten                   | 6                              | Saudi-Arabien, Jemen, Oman, Vereinigte Arabische Emirate, Katar, Israel |
| Internationale Organisationen | 10                             | Organisation für wirtschaftliche Zusammenarbeit und Entwicklung (OECD), Weltklimarat (IPOC), Partnerships in Environmental Management for the Seas of East Asia (PEMSEA), Sekretariat der Biodiversitätskonvention (CBD), Vereinte Nationen (UN), Internationales Olympisches Komitee (IOC), Global Environment Facility (GEF), Ernährungs- und Landwirtschaftsorganisation der Vereinten Nationen (FAO), Welternährungsprogramm der Vereinten Nationen (WFP), Internationale Seeschifffahrts-Organisation (IMO) |
| Summe                         | 105 Staaten, 10 Organisationen | 105 Staaten, 10 Organisationen |